# مزرعه محمدعلی ظفرآبادی
مزرعه محمدعلی ظفرآبادی یک منطقهٔ مسکونی در ایران است که در دهستان بیدزرد واقع شده‌است.